# Lunenburg, Vermont
Lunenburg är en kommun (town) i Essex County i delstaten Vermont, USA. Vid folkräkningen år 2000 bodde 1 328 personer på orten. Den har enligt United States Census Bureau en area på totalt 117,5 km², varav 0,7 km² är vatten.  